# جابر نوروز
جابر نوروز (ترکی آذربایجانی: Jabir Novruz; ۱۲ مارس ۱۹۳۳ – ۱۲ دسامبر ۲۰۰۲) خادم هنر افتخاری آذربایجان، شاعر خلق جمهوری آذربایجان و دبیر اتحادیه نویسندگان جمهوری آذربایجان به مدت ۳ دهه بود. وی یکی از برجسته‌ترین نویسندگان شعر مدرن آذربایجانی به حساب می‌آید و به سرودن اشعار رمانتیکی که مشوق میهن‌پرستی است، شهرت دارد. شاعر در آگاهی‌دهی در مسائل مهم ملی به مردم فعال بود و در سال ۱۹۹۵ به عنوان نماینده به مجلس ملی جمهوری آذربایجان راه یافت. جابر نوروز اشعاری از شعرای جهان را ترجمه و به مردم آذربایجان معرفی کرد و آثار خود او نیز به چندین زبان دیگر ترجمه و منتشر شده و آهنگ‌های معروف آذربایجانی متعددی بر اساس اشعارش ساخته شده‌است.

## شرح حال
جابر نوروز در ۱۲ ژوئن سال ۱۹۳۳ در روستای «اوپا» ی شهرستان خیزی به دنیا آمد. پس از اتمام دوره متوسطه در هنرستان تربیت معلم مدارس ابتدایی تحصیل کرد و در سال ۱۹۵۲ وارد رشته روزنامه‌نگاری دانشگاه دولتی باکو شد. یک سال بعد به توصیه اتحادیه نویسندگان آذربایجان برای ادامه تحصیل راه دانشگاه ادبیات ماکسیم گورکی در مسکو را در پیش گرفت و در سال ۱۹۵۷ فارغ‌التحصیل شد.
جابر نوروز کار خود را در سال ۱۹۵۸ و در بخش ادبی روزنامه شبانه «باکو» آغاز کرد. در سال‌های ۱۹۶۷ تا ۱۹۷۰ و ۱۹۹۱ الی ۱۹۹۳ به ترتیب به عنوان سردبیر مجله ادبی «آذربایجان» و روزنامه «ادبیات و اینجسنت (هنر)» مشغول به کار شد. بین سالهای ۱۹۷۰ تا ۱۹۹۷ دبیری اتحادیه نویسندگان جمهوری آذربایجان را عهده‌دار بود. ترجمه‌های وی از ادبیات جهانی این امکان را برای مردم آذربایجان فراهم آورد تا با آثار شعرای جهان آشنا شوند.

## شعرسرایی
شعر جابر نوروز تلفیقی است از سنن ادبی آذربایجان با جریان‌های ادبی روز. در اوایل فعالیت‌هایش اشعارش به خاطر انگیزه انسان‌گرایانه، معنوی و میهن‌پرستانه ای که داشت، محبوبیت عام مردم را به دست آورد. آثار غنایی و حماسی او به دلیل خاصیت هنری و تنوع موضوعی قابل توجه است و زبان ادبی ساده و لطیفی دارد. ابراز نگرانی از سرنوشت میهن در اشعار او رایج است و روحیه میهن‌پرستی را القا می‌کند. موسیقی آذربایجانی مملو از ترانه‌هایی است که از اشعار او سروده شده‌است و بیشتر آثار جابر نوروز به زبان‌های دیگر برگردانده و منتشر شده‌است.

## فعالیت سیاسی
جابر نوروز در رخدادهای اجتماعی و سیاسی آذربایجان حضور فعالی داشت. او اشعارش را برای شهروندان عادی می‌سرود و برآوردهای واقعگرایانه ای از رویدادهای خطرناک ارائه می‌کرد. جابر نوروز در سال ۱۹۹۵ به عنوان نماینده مجلس ملی جمهوری آذربایجان انتخاب شد.
جابر نوروز در ۱۲ دسامبر سال ۲۰۰۲ درگذشت.

## جوایز
در طول زندگی اش از جابر نوروز با اعطای عناوین افتخاری، مدال‌ها و نشان‌های مختلفی از جمله هنرمند افتخاری و شاعر خلق آذربایجان تقدیر به عمل آمد.